# فريمان ويليامز
فريمان ويليامز (بالإنجليزية: Freeman Williams)‏ مواليد 15 مايو 1956 في لوس أنجلوس، هو لاعب كرة سلة أمريكي سابق. بدأ مسيرته الاحترافية في سنة 1978. تم اختياره من قبل فريق بوسطن سيلتكس خلال الدرافت. بلغ طوله 6 قدم 4 بوصة (1.9 م). اعتزل اللعب في 1993. أحرز خلال مسيرته في الإن بي إيه 4738 نقطة بمعدل 14.7 نقطة في المباراة الواحدة.

## المسيرة الاحترافية
لعب مع لوس أنجلوس كليبرز من سنة 1978 إلى 1982، ثم لعب مع أتلانتا هوكس في سنة 1982، ثم لعب مع يوتا جاز في سنة 1982، ثم لعب مع واشنطن ويزاردز في موسم 1985–1986.

## روابط خارجية
- فريمان ويليامز على موقع إن بي أي (الإنجليزية)
- فريمان ويليامز على موقع سبورتس رفرنس (الإنجليزية)
- فريمان ويليامز على موقع كلية كرة السلة في سبورتس رفرنس.كوم (الإنجليزية)
- فريمان ويليامز على موقع ريلجم (الإنجليزية)
- فريمان ويليامز على موقع بروبوليرز (الإنجليزية)